# 霍亨索伦城堡
霍亨索伦城堡（德語：Burg Hohenzollern）是德国南部最著名的两大城堡之一，与巴伐利亚州的新天鹅堡齐名于世。
山上的第一座城堡建於11世紀初。 多年來，霍亨索倫家族多次分裂，但城堡仍屬於斯瓦比亞分支，即法蘭克-勃蘭登堡軍校分支的王朝前輩，後來獲得了自己的皇位。 這座城堡在 1423 年被施瓦本自由帝國城市圍困了十個月後被徹底摧毀。
第二座城堡規模更大、更堅固，建於 1454 年至 1461 年間，是天主教施瓦本霍亨索倫家族的避難所，曾在三十年戰爭期間使用。 到18世紀末，它被認為已經失去了戰略重要性，並逐漸年久失修，導致幾座破舊的建築被拆除。
第三座城堡（也是目前的城堡）建於 1846 年至 1867 年間，作為霍亨索倫家族後裔普魯士國王腓特烈·威廉四世的家族紀念館。 建築師弗里德里希·奧古斯特·斯圖勒（Friedrich August Stüler）的設計基於英國哥特式複興建築和盧瓦爾河谷城堡。城堡竣工時，霍亨索倫家族的任何成員都沒有永久或經常居住，19世紀末和20世紀初德意志帝國的三位德國皇帝都沒有居住過這座城堡； 1945 年，這裡曾短暫成為德國前王儲威廉的住所，他是霍亨索倫王朝最後一位君主威廉二世的兒子。
城堡內藏有普魯士歷史文物，包括威廉二世的王冠、腓特烈大帝的一些私人物品，以及美國總統喬治·華盛頓的一封信，感謝霍亨索倫家族的親戚馮·斯託本男爵為美國革命做出的貢獻戰爭。

## 位置
位於巴登-符腾堡州黑欣根南方20公里的一座丘陵上，所在的小城市叫比辛根，距斯图加特大约50公里。

## 发源
古堡是霍亨索伦家族的发源地（霍亨索伦家族是布蘭登堡-普魯士、德意志帝国以及羅馬尼亞王國的主要统治家族）。霍亨索伦堡建于11世纪，但是老城堡后来被毁坏。在1819年，還是普魯士王儲的腓特烈·威廉四世决定重建这座祖居城堡。1844年，已经继承了王位的腓特烈·威廉四世在一封信中提到：“1819年在这座城堡里时留下的记忆是如此美妙，尤其是每当日落的时候向外观望……宛如一场愉悦的美梦。如今这个年轻时的梦想已成为重新将城堡变成家园的愿望。”现今的霍亨索伦堡是在1850年至1867年，由普鲁士建筑家Von Prittwitz和Stuler共同改建的，与新天鹅堡的兴建大约是同一时期，但是与新天鹅堡宛如童话般的外貌相比，霍亨索伦堡就似充满英雄主义的阳刚之气，这也正代表普鲁士王朝的辉煌历史。

### 鷹門
鷹門（德語：Adlertor）及其附屬吊橋構成了城堡的入口。 城堡蜿蜒的茨溫格轉了四圈，終止於堡壘。 從這裡，可以通過方形上門進入富麗堂皇的建築，其他堡壘也是如此。

### 內部
一條門階通向祖先大廳，進入伯爵大廳（德語：Grafensaal），該大廳覆蓋了整個南翼。 伯爵大廳的肋骨拱頂裝飾有灰色畫，描繪了霍亨索倫家族的歷史和尖拱窗，由八根獨立的紅色大理石柱支撐。 伯爵大廳下方是古老的城堡廚房，如今是一個寶庫。 伯爵大廳旁邊是皇帝塔和主教壁龕，圖書館後面裝飾著威廉·彼得斯創作的霍亨索倫歷史壁畫。 侯爵塔包含國王的客廳，也稱為侯爵的房間。

### 腓特烈大帝雕像
在城堡的边缘可以看到霍亨索伦家族著名国王或皇帝的巨大雕像，尽显普鲁士的威严。
其中就有腓特烈大帝的雕像，从雕刻角度讲，和其他帝王没有太大区别，但是这座雕像还是很好的展示了腓特烈大帝的风尚。经过他的改革，他治下的普鲁士跃居欧陆豪强之列，也让霍亨索伦家族有了对抗奥地利哈布斯堡家族的资本，为此后普鲁士一统德国奠定了基础。他成为在查理大帝和奥托大帝之后又一个享有“大帝”称号的普魯士国王，只可惜虽然孜孜不倦地与特雷西亚女皇争夺霸权，但他只是在东部攻城掠地、始终没有当上德意志民族的神圣罗马帝国的皇帝。

## 现状
1918年普魯士王國和德意志第二帝国灭亡后，威廉二世逃往荷兰避难。而其他大多数皇室成员继续留在德国生活。现在的城堡仍是普鲁士王朝末代皇帝/國王威廉二世的子孙留居此地，城堡的意义在于，它是普鲁士霍亨索伦家族聚会的地方，当然，它也是博物馆，城堡部分对外收费开放。另外，霍亨索伦城堡是德国Naldo交通体系里最著名的旅游景点。

## 画廊

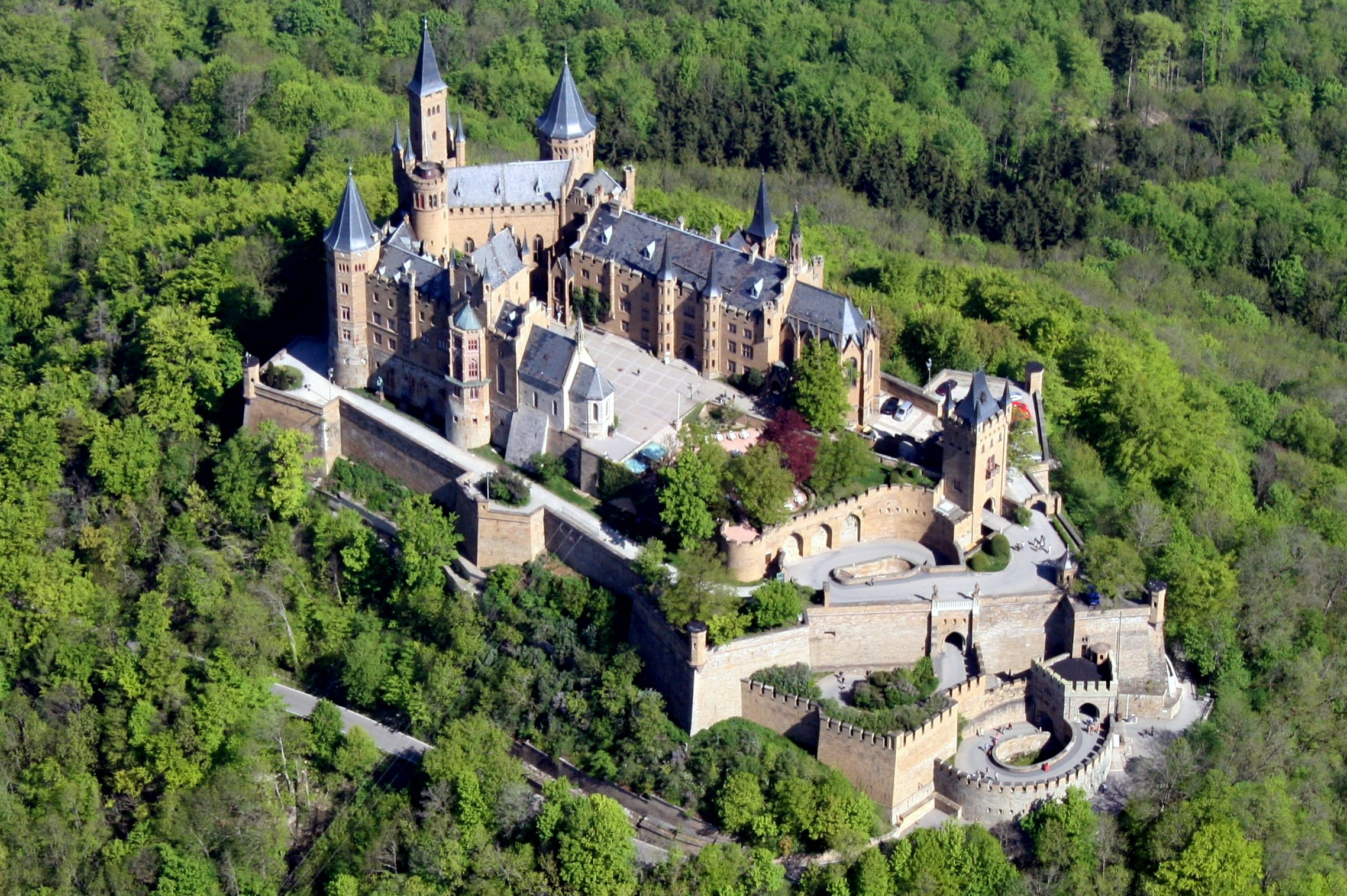
霍亨索伦城堡鸟瞰图
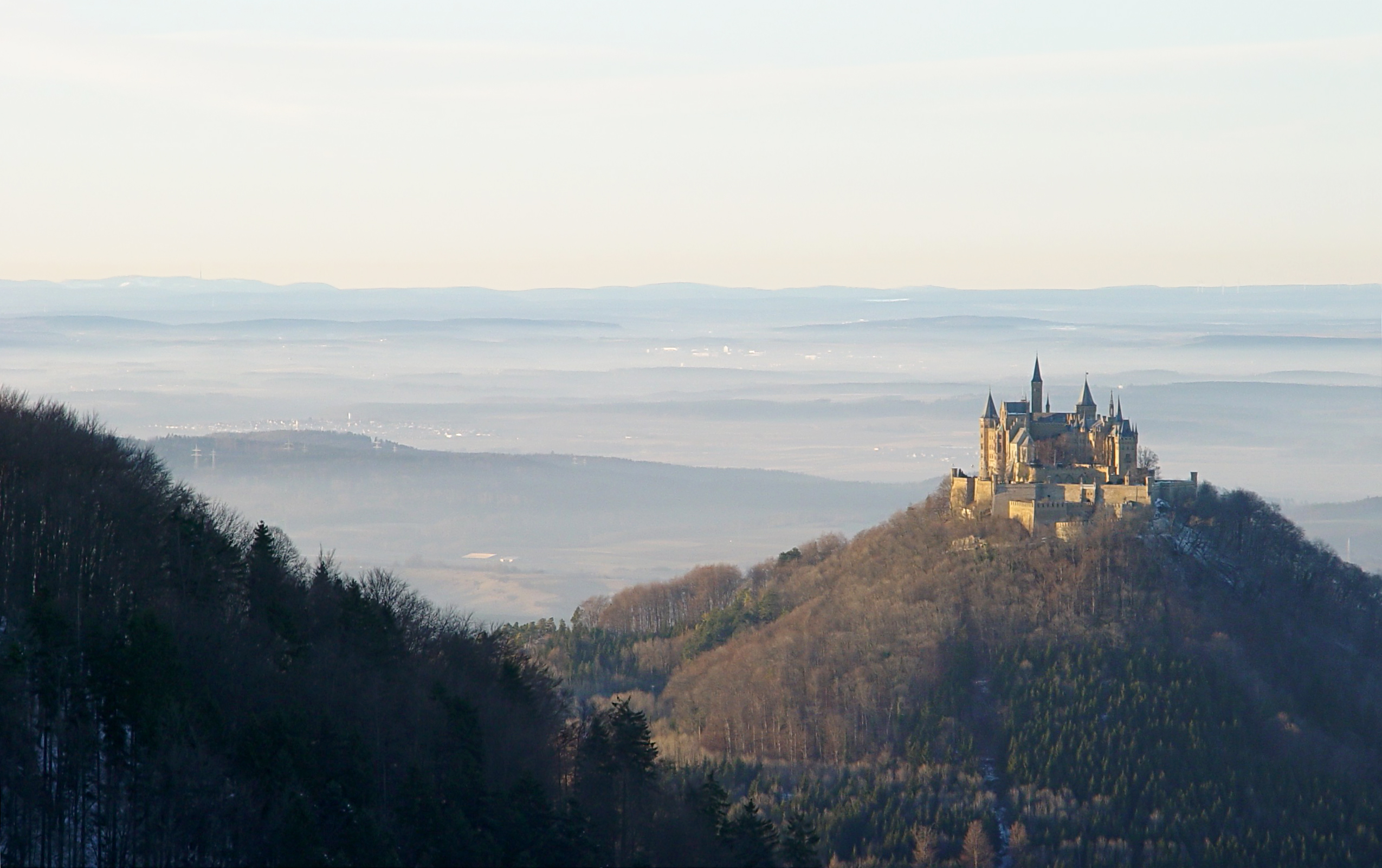
从Albtrauf方向
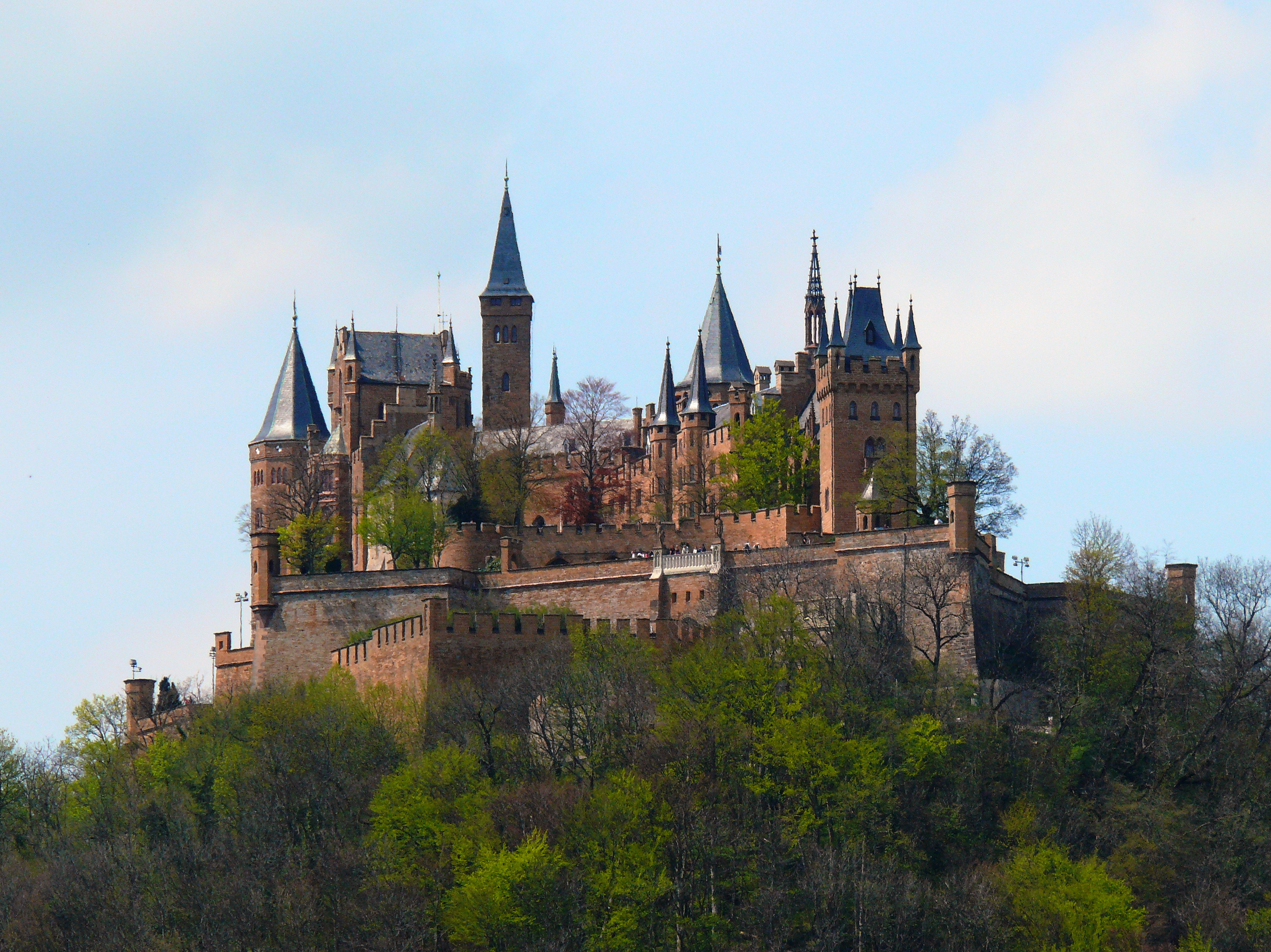
从Maria Zell方向
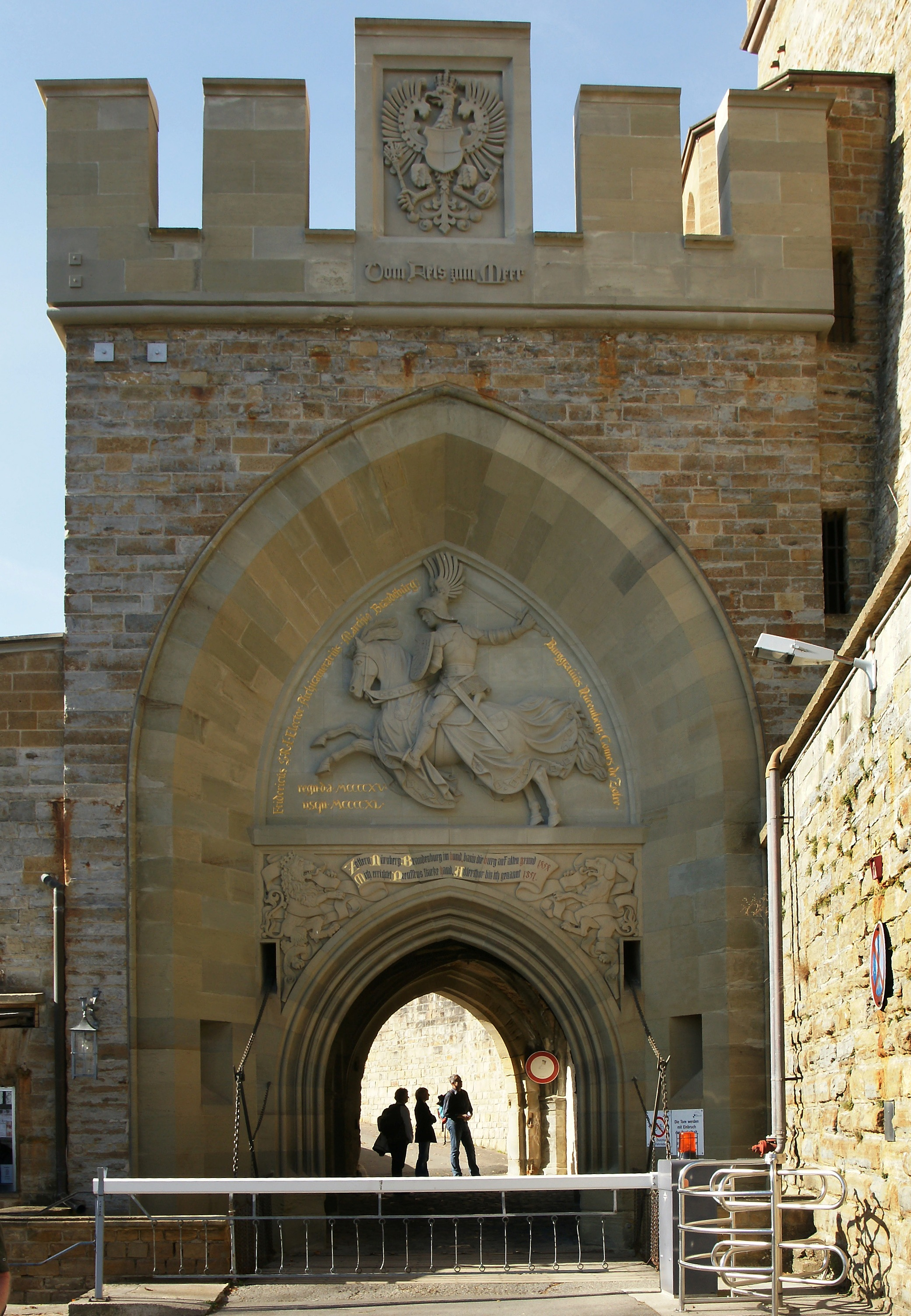
城门
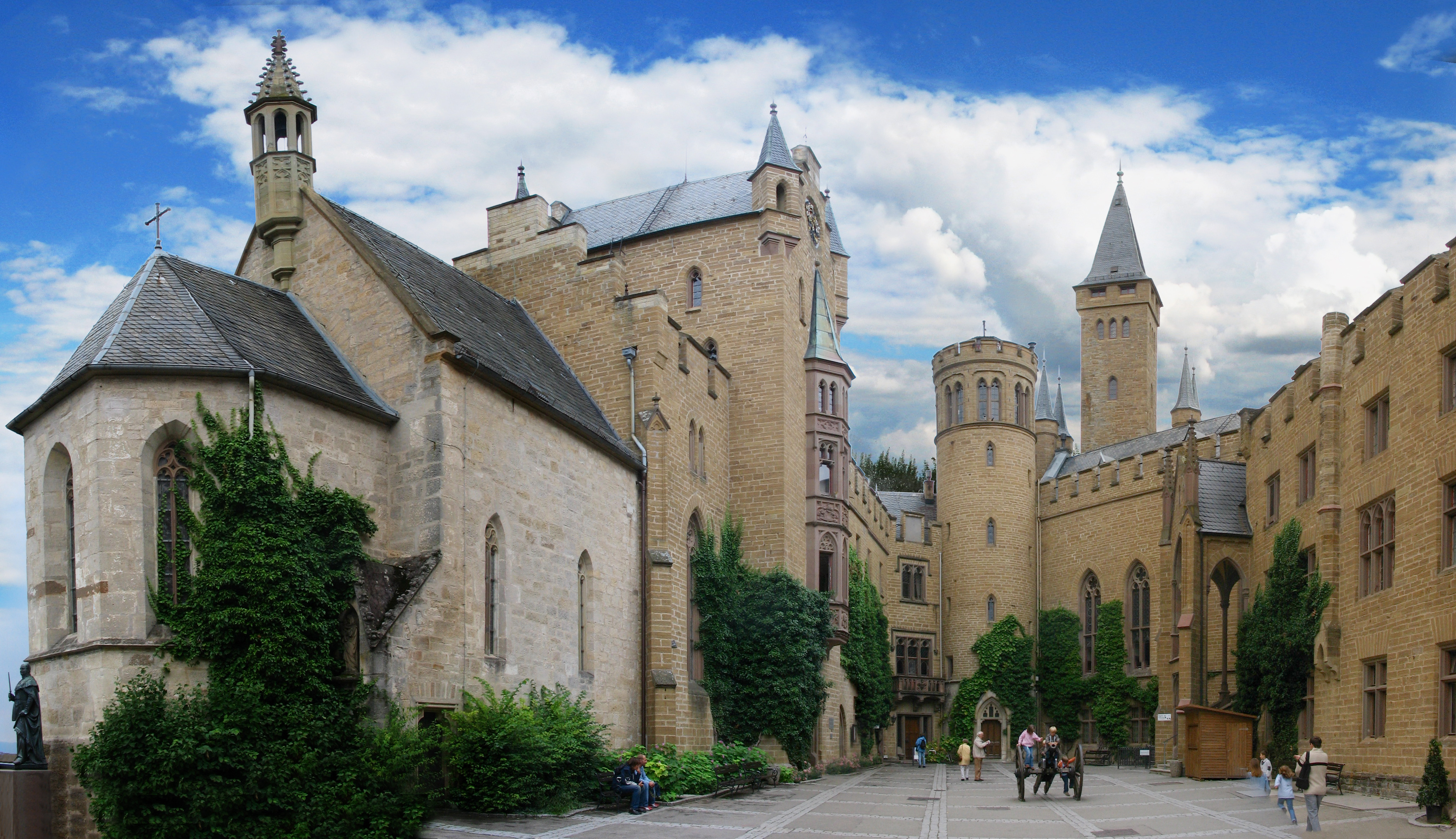
圣迈克尔教堂庭院，了望塔和王子门前台阶
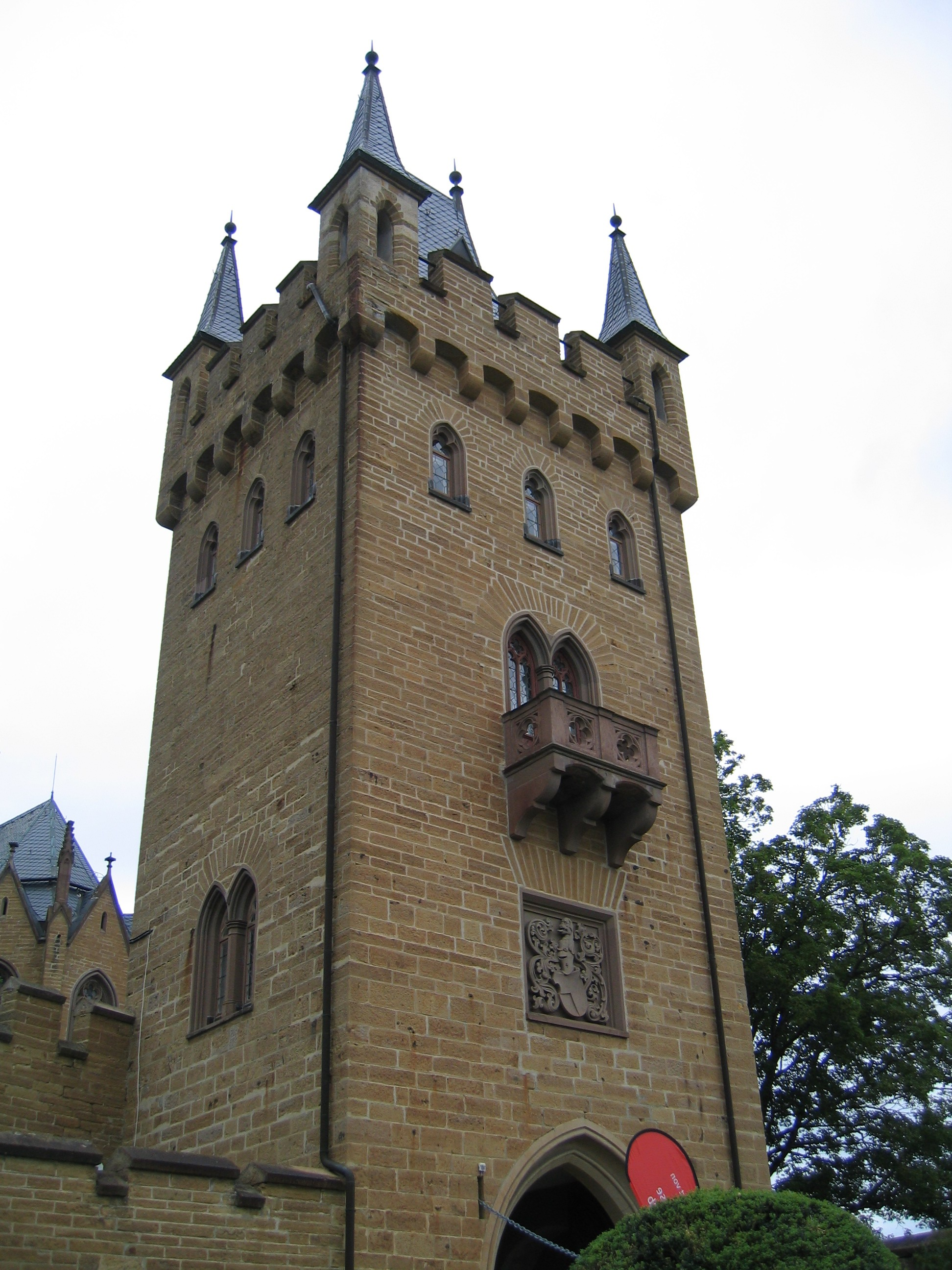
门楼
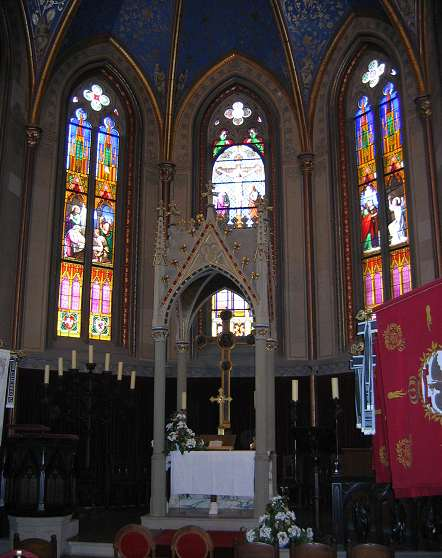
基督礼拜堂
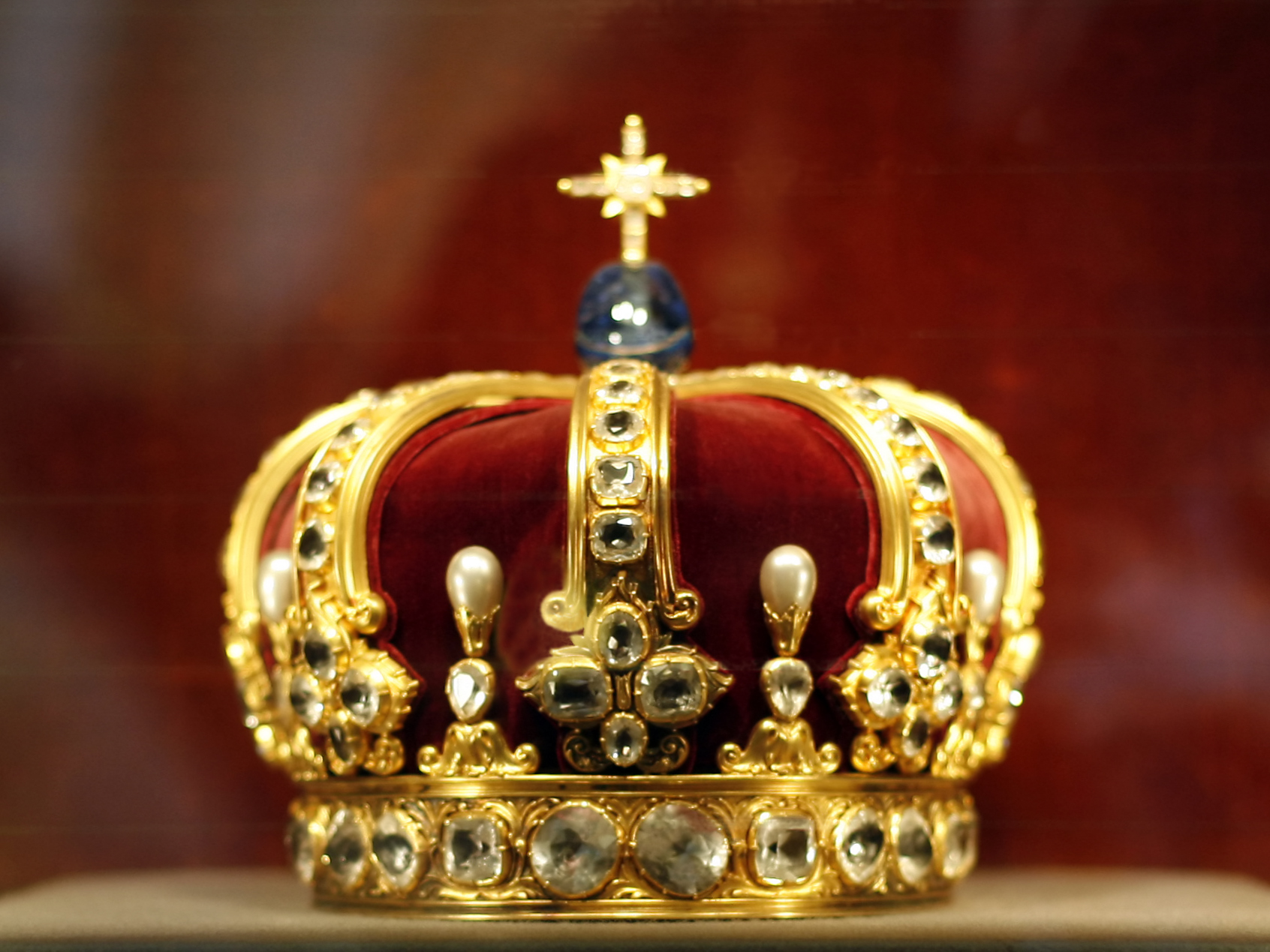
威廉二世皇冠现藏于城堡